# Karlsruhe (cruzador)
O Karlsruhe foi um cruzador rápido operado pela Reichsmarine e depois Kriegsmarine e a segunda embarcação da Classe Königsberg, depois do Königsberg e seguido pelo Köln. Sua construção começou em junho de 1926 na Deutsche Werke em Kiel e foi lançado ao mar em agosto do ano seguinte, sendo comissionado em novembro de 1929. Era armado com uma bateria principal composta por nove canhões de 149 milímetros em três torres de artilharia triplas, tinha um deslocamento carregado de quase oito mil toneladas e alcançava uma velocidade máxima de 32 nós.
O Karlsruhe passou sua primeira década de serviço atuando como navio-escola para cadetes navais, mas participou de patrulhas de não-intervenção durante a Guerra Civil Espanhola. A Segunda Guerra Mundial começou em 1939 e no ano seguinte a embarcação participou da invasão da Noruega ao desembarcar tropas em Kristiansand. Partiu de volta para a Alemanha em 9 de abril, mas foi torpedeado no caminho pelo submarino britânico HMS Truant e seriamente danificado. Não foi capaz de voltar para o porto, então foi deliberadamente afundado pelo barco torpedeiro Greif.